# Irevo
Irevo（アイレボ）は韓国ソウル特別市に置くベンチャー企業。
主にセキュリティー製品（補助鍵、電子鍵）を製作している。
KOSDAQ証券コードは072430。
「GATEMAN」というブランドの電子式キー（補助錠）が韓国の住宅で多く使用されている。
4桁の暗証番号を数字キーを押すことによって開錠したり、MIFARE対応のICカードや携帯電話で開閉ができるのが標準的な機能。
オートロック機能を備えており、住居者が鍵を閉める必要がないシステムになっている。
日本とは違い、セキュリティ機器は短期間に次々と更新することを前提としているため、耐久性は日本の警備会社等が設置するものと比較すると劣る代わりに、非常に安価である。特に衝撃には弱いため、メーカーや取付工事業者は、ドアクローザーの使用を推奨している。